# Le Gaulois
Le Gaulois fue un diario francés publicado en París entre 1868 y 1929. Fundado en por Edmond Tarbé y Henri de Pène, a partir de 1882, fue dirigido por Arthur Meyer. Fue absorbido por Le Figaro en 1929. De tendencia conservadora, monárquica, antisemita y xenófoba, fue el diario preferido por la nobleza y alta sociedad francesa.
Aunque muy influyente, nunca tuvo una circulación muy alta: por ejemplo, en 1910, se vendieron 30 000 ejemplares al día, frente a los 37 000 de Le Figaro, los 1 400 000 ejemplares diarios de Le Petit Parisien o los 835 000 de Le Petit Journal.
De 1897 a 1914, Le Gaulois du dimanche, su edición dominical, fue considerado un importante suplemento literario, con la colaboración de grandes figuras de las letras francesas como Émile Zola y Guy de Maupassant, entre otras. Obras que aparecieron divulgadas por primera vez en el periódico incluyen El fantasma de la ópera, de Gastón Leroux, publicada entre abril de 1910 y septiembre de 1909 hasta enero de 1910) y Locus Solus (1914), de Raymond Roussel.